# Tango Gameworks
Tango Gameworks株式会社（タンゴゲームワークス）は日本のゲームソフト開発会社。KRAFTONの連結子会社。
バイオハザードシリーズの原作者である三上真司によって2010年3月1日に株式会社Tangoとして創業した後、同年10月28日にゼニマックス・メディアによって買収され、Tango Gameworksとなり、ゼニマックスグループ内の開発スタジオとなった。組織上はゼニマックスの日本法人であるゼニマックス・アジア株式会社の傘下スタジオであり、Xbox Game Studiosの一つでもあった。
2023年、創業者である三上真司が退職。
2024年5月、ベセスダ・ソフトワークスより本スタジオの閉鎖が発表。翌月にゼニマックス・アジアも閉鎖している。
同年8月、KRAFTONが本スタジオの事業を継承したことを発表。同年10月、Tango Gameworks株式会社として法人化。

## 開発タイトル
| タイトル         | ジャンル                 | 発売日                                           | パブリッシャー                             | 機種                                                  | ディレクター       |
| ---------------- | ------------------------ | ------------------------------------------------ | ------------------------------------------ | ----------------------------------------------------- | ------------------ |
| サイコブレイク   | サバイバルホラー         | - 2014年10月23日 - 2014年10月14日                | ベセスダ・ソフトワークス                   | PlayStation 3 Xbox 360 PlayStation 4 Xbox One Windows | 三上真司           |
| サイコブレイク2  | サバイバルホラー         | - 2017年10月19日 - 2017年10月13日                | ベセスダ・ソフトワークス                   | PlayStation 4 Xbox One Windows                        | ジョン・ジョハナス |
| Ghostwire: Tokyo | アドベンチャー           | 2022年3月25日 2023年4月12日（Xbox Series X/S版） | ベセスダ・ソフトワークス                   | PlayStation 5 Windows Xbox Series X/S                 | 木村憲司           |
| ヒーローダイス   | 運と戦略のスゴロクバトル | 2022年3月31日 - 8月31日サービス終了              | ゼニマックス・アジア                       | iOS/Android                                           |                    |
| Hi-Fi RUSH       | リズムアクション         | 2023年1月26日                                    | ベセスダ・ソフトワークス Xbox Game Studios | Xbox Series X/S Windows Xbox/PC Game Pass             | ジョン・ジョハナス |

## 開発スタッフ
Tango gameworksはグラスホッパー・マニファクチュア、プラチナゲームズ、カプコン、ゲームリパブリック出身の開発者を数多く擁している。